# 壽町 (臺南市)

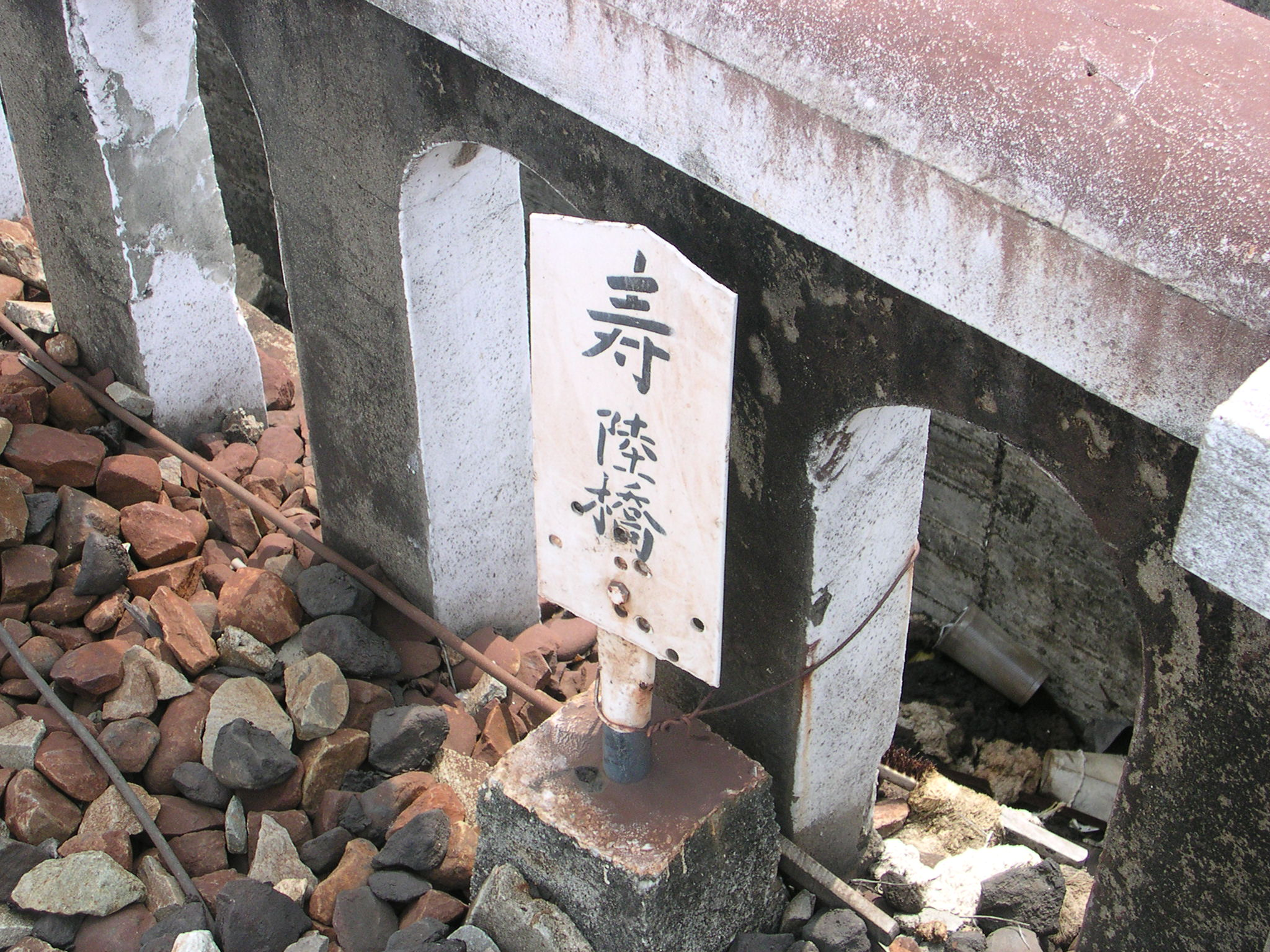
四維地下道仍保有「寿陸橋」告示牌

壽町為台灣日治時期台南市之行政區，位於臺南車站以南。範圍為清代舊街名二老口、府東口、崙仔口、辜婦媽。

## 名稱
1916年（大正5年）規劃町名改正時，原擬名「府東町」，臺南廳曾考慮「老松町」等名，但最後改為以「壽町」呈報總督府，同年11月3日公告、1919年（大正8年）4月1日正式實施。

## 町內設施
- 台灣倉庫株式會社台南支店（一丁目）
- 台南盲啞學校（今國立臺南大學附屬啟聰學校）
- 壽陸橋（今四維地下道）